# 总统别墅

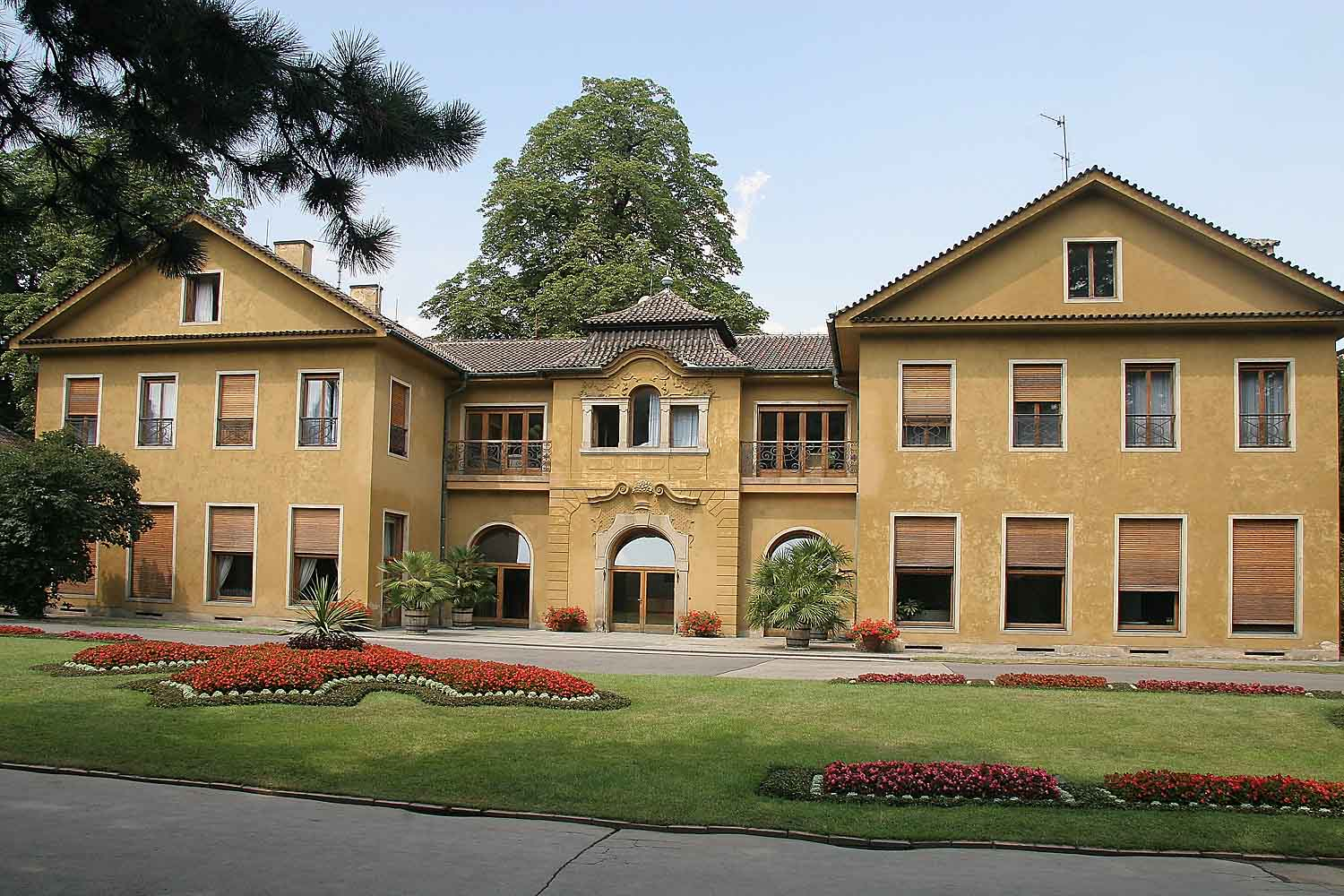
总统别墅

总统别墅（Prezidentský domek）又名爱德华贝奈斯博士别墅（Vila Dr. Eduarda Beneše），位于布拉格城堡皇家花园西南部。
此处原是巴洛克橘园，保留了乔木，部分砖用于在1937年–1938年为捷克斯洛伐克前总统爱德华·贝奈斯兴建别墅。别墅采用古老的巴洛克式，体现了设计者Pavel Janák历史重建观念。该国总统在这座别墅住到1990年代中期，哈维尔也是如此。 
在捷克斯洛伐克共产党專政时期，位于皇家花园内的总统官邸逐渐封闭。1980年代末期，只有安妮女王夏宫前歌唱喷泉的一小部分花园向公众开放，出于同样的原因，布拉格城堡和圣维特主教座堂所有朝向皇家花园的窗口都被封闭。
1990年代，这一区逐渐向公众开放，总统瓦茨拉夫·克劳斯在2005年移居在城堡西北部的Lumbe别墅。